# فرانك مارش
فرانك مارش (بالإنجليزية: Frank Marsh)‏ (7 يونيو 1916 ببولتن في المملكة المتحدة - 1978) هو لاعب كرة قدم بريطاني (وحمل سابقاً جنسية المملكة المتحدة لبريطانيا العظمى وأيرلندا) في مركز الوسط. لعب مع بورت فايل وبولتون واندررز وماكليسفيلد تاون ونادي كرو ألكساندرا ونادي تشستر سيتي وستافورد رينجرز ولينكولن سيتي أف سي.